# 淵蓋蘇文
淵 蓋蘇文（えん がいそぶん、生年不詳 - 666年（宝蔵王25年））は、高句麗末期の大莫離支（テマクリジ・宰相）・将軍。泉蓋蘇文・泉蓋金とも記される。

## 氏名の表記
『日本書紀』には伊梨柯須彌（伊梨柯須弥、いりかすみ）もしくは蓋金として現れる。このことから、姓の「淵（泉）」は高句麗語の「いり（高句麗語で「水源」の意味と推察されている）」を漢字訳したもの、名の「蓋蘇文」は高句麗語で「かすみ」と発音したものを漢字で当て字したことがわかる。
姓は「淵」とも「泉」ともされる。『旧唐書』『三国史記』等が「泉」として「淵」とは書かないのは、もともと「淵」だったにかかわらず唐の高祖李淵の諱を避諱して類似の意味をもつ文字で代用したのだ、という説もあるが、『日本書紀』に伊梨柯須彌とも書かれているように、漢字訳はもともと便宜的なものであり最初から「淵」と「泉」が並行して使われていた可能性もある。

## 経歴
642年（栄留王25年）に北方に千里長城を築造し唐の侵入に備えた。その年のうちに唐との親善を図り、淵蓋蘇文ら軍人貴族の勢力を弾圧しょうとした栄留王および伊梨渠世斯（いりこせし）ほか180人の保守派貴族たちを弑害し、宝蔵王を第28代王に立てて自ら大莫離支（テマクリジ：高句麗末期の行政と軍事権を司った最高官職）に就き、政権を掌握する。しかし安市城の統治者が淵蓋蘇文への権力集中を認めず抗議したため、淵蓋蘇文は直接軍隊を率いて安市城を攻撃した。しかし、長期間の攻撃にもかかわらず安市城を占領することができず、結局2人は妥協するに至り、淵蓋蘇文は安市城主の職権を、安市城主は淵蓋蘇文を執政者として承認した。
この頃、高句麗は対外的に緊迫した情勢にあったが、淵蓋蘇文は対外強硬策を採り、高句麗に救援を要請するために到来した新羅の金春秋（キム・チュンチュ、後の武烈王）を監禁し、新羅と唐との交通路である党項城を占領した。
644年（宝蔵王3年）、新羅との和解を勧告する唐の太宗の要求を拒否する。これに激怒した太宗が弑君虐民の罪を問い、645年（宝蔵王4年）に17万の大軍を率いて高句麗に侵入した（唐の高句麗出兵）。しかし、安市城主が安市城でこれを阻止し、60余日間の防戦ののち唐軍を撃退した。なお、その後4回に亘って唐の侵入を受けたが、安市城主はことごとくこれを阻んでいる。
一方、643年（宝蔵王2年）に唐へ使臣を派遣し、道教の道士8名と『道徳経』を高句麗に持ちこむなど、淵蓋蘇文は文化面でも功績を残した。
淵蓋蘇文の没年には諸説があり、『日本書紀』では天智天皇3年（664年）10月とする。彼は息子たちに「お前たち兄弟は魚と水のように仲良くし、爵位を争うことがあってはならぬ。もしそんなことがあれば、きっと隣人に笑われるぞ」と遺言したが、彼の心配は的中し、高句麗は唐と新羅に滅ぼされた。

## 家族
- 父：淵太祚
- 弟：淵浄土
- 妹：名前不詳（中国の外史に記述あり）
- 長男：淵男生（泉男生）
  - 孫：淵献忠
  - 孫：淵献誠（泉献誠）
- 次男：淵男建
- 三男：淵男産

## 映像作品
2006年7月から2007年6月にかけ、韓国SBSテレビは淵蓋蘇文を主人公とした大河史劇『淵蓋蘇文（ヨンゲソムン）』を放送している。
その他の登場作品
映画
- 黄山ヶ原（ファンサンボル）（2003年）
- 安市城 グレート・バトル（2018年）

テレビドラマ
- 大祚栄（テジョヨン）（2006年）
- 大王の夢（2012年 - 2013年）
- 剣と花（2013年）